# Melinder Kaur
Melinder Kaur Ragbir Singh (* 12. Mai 1988) ist eine ehemalige malaysische Leichtathletin, die sich auf den Hindernislauf spezialisiert hat.

## Sportliche Laufbahn
Erste internationale Erfahrungen sammelte Melinder Kaur im Jahr 2009, als sie bei den Asienmeisterschaften in Guangzhou in 11:07,36 min den fünften Platz über 3000 m Hindernis belegte und im 5000-Meter-Lauf in 17:57,70 min Rang neun erreichte. 2011 wurde sie bei den Asienmeisterschaften in Kōbe in 11:20,13 min Siebte im Hindernislauf und schied anschließend bei der Sommer-Universiade in Shenzhen mit 11:07,64 min im Vorlauf aus. Im November erreichte sie dann bei den Südostasienspielen in Palembang in 11:32,49 min Rang vier. 2013 wurde sie malaysische Meisterin und beendete im Jahr darauf in Kuala Lumpur im Alter von 26 Jahren ihre Karriere als Leichtathletin.

## Persönliche Bestleistungen
- 5000 Meter: 17:46,01 min, 15. Juni 2010 in Malakka
- 3000 m Hindernis: 10:55,31 min, 17. Juni 2010 in Malakka (malaysischer Rekord)